# George Parker (illusionist)
George Parker (Rotterdam, 12 oktober 1960; geboren als George Struijker Boudier) ontwikkelde zijn filosofie over het leven als creatief proces door zijn eigen leven als laboratorium te gebruiken. Hij experimenteerde decennialang met perceptie, intentie en actieve experimenten in om te ontdekken hoe realiteit wordt gevormd en veranderd. Zijn inzichten zijn geen theoretische constructies, maar direct gebaseerd op geleefde ervaring.

## Leven
George werd geboren op 12 oktober 1960 in Rotterdam als kind van Hendrikus Johannes Struijker Boudier (12 februari 1931-15 januari 1995) en Catharina Neeltje Spruyt (28 maart 1933). 
Zijn zoektocht begon na een zeer memorabele gebeurtenis op zijn vijfde waardoor hij besefte dat alles om ons heen, behalve de natuur, door mensen de werkelijkheid was ingebracht. Tijdens een les kwantumfysica in klas 4β op het Marnix Gymnasium in Rotterdam werd het tweespletenexperiment behandeld. Daar veranderde de uitslag van een natuurkundig experiment radicaal onder invloed van waarneming. .
Het spelen met en onderzoeken van hoe waarneming onze realiteit creëert werd de sleutel tot alles wat daarna gebeurde. Hij studeerde af in pedagogiek en ontwikkelingspsychologie aan de Universiteit Utrecht en verdiepte hij zich verder in de wisselwerking tussen waarneming, bewustzijn en verandering. 
Hij vond zichzelf talloze keren opnieuw uit als deel van dat experiment. Zowel in relatie met zijn levenspartner Marja Lingsma als in vele zeer uiteenlopende carrières die hij verbeeldde en waarbij hij naar realisatie toe-leerde: als ademhalings- en massage therapeut en rebirther, als groepsleider op een dagverblijf voor ouderen, als programmeur, sales, management trainer, consultant projectmanager maar ook als magisch entertainer, mentalist, theatermaker, auteur, spreker, illustrator/animator. 

## Parker's filosofie: leven als creatief proces

### Kern gedachten en concepten
Lawrence Hass PhD (filosoof, Washington DC) omschreef Parker's filosofie als een complete metafysica, ethiek, esthetica en epistemologie met een sterke praktische toepasbaarheid. De vervlechting van praktijk en concept komt voort vanuit de wijze van onderzoek waarin praktijkervaringen werden gecreëerd en daaruit principes werden gedestilleerd. Maar de vervlechting komt ook terug in de inhoud waarbij je de conceptuele realiteit in je binnenwereld uitdrukt in de praktische, tastbare buitenwereld. En die buitenwereld beïnvloedt weer de binnenwereld. Je zou het als een lemniscaat kunnen zien: een oneindig heen en weer bewegende lus die het creatief proces weergeeft. 

### De belangrijkste kerngedachten zijn
- DEFINITIE: Creëren betekent  'iets laten ontstaan, iets de werkelijkheid inbrengen'. We kunnen dus niet niet-creëren want we brengen voortdurend werkelijkheid voort in de vorm van gedachten, acties, dingen, situaties, interactie.
- DE KERNINGREDIËNTEN VAN ELK CREATIEF PROCES: Alles wat bestaat is dus het resultaat van een creatief proces. Daar zijn geen vaste formules voor maar de volgende kern-ingrediënten zijn altijd aanwezig: gevoel/energie, verbeelding, kiezen, handelen en materiële aspecten, reflecteren. die zijn verwerkt in het meta-model 'de IDEAL Cyclus©'. Een universeel instrument dat je van abstracte Intenties (gevoel/energie) naar merkbare effecten (gerealiseerde intenties) gidst via definitie van hoe je die intenties idealiter waar wilt maken (Design, verbeelding), vereenvoudiging van dat visioen via keuzes (Essentie), praktisch handelen, de materiële aspecten vormgeven, samenwerken (Actie) en reflecteren op wat wel en niet bijdroeg aan het realiseren van de effecten (Leren).
- ONBEWUST EN AUTOMATISCH CREËREN: We creëren meestal onbewust en automatisch. We hebben bijvoorbeeld de onbewuste intentie en een voorgenomen effect om weer heelhuids thuis te komen, verbeelden hoe we dat gaan doen (Design), maken keuzes onderweg (Essentie), organiseren ons gedrag en hulpmiddelen (Actie), en stellen bij waar ons doel in gevaar komt (Leren). Die automatische modus werkt uitstekend in verreweg de meeste gevallen. Tot het niet meer werkt of we graag iets willen veranderen.
- BEWUST, ACTIEF EN CREATIEF CREËREN: Dan zullen we ons bewust moeten worden van wat we willen creëren en actief en creatief moeten worden om onze wensen te realiseren. We kunnen dan met IDEAL werken om ons iteratief, actief, interactief, adaptief toe te leren naar het creëren van de gewenste effecten.
- ALLES WAT BESTAAT IS HET GEVOLG VAN EEN CREATIEF PROCES: We kunnen concrete dingen creëren, maar ook gebeurtenissen, emoties en stemmingen, vaardigheden, maar ook een kwaliteit van relaties en een stijl van leven zoals 'go with the flow' of welke andere filosofie dan ook zijn het gevolg van een creatief proces.
- ETHISCHE RICHTLIJN:  je kunt creëren wat je wilt. Als je anderen betrekt bij jou creatieve processen:
  1. moet je eerlijk zijn over je ware intenties. Dat leidt tot diepe introspectie die je naar de kern van je motivatie brengt. Het contact met de bedoeling maakt je vrij en flexibel over hoe je die intenties waar kunt maken. Het voorkomt dat je je identificeert en hecht aan 1 vorm. Want hechten aan slechts 1 vorm leidt tot eenzijdige (tunnel)visies. En die leiden weer tot destructieve conflicten met jezelf en anderen. Want de realiteit is veranderlijk en divers. Dus een eenzijdige tunnelvisie kan nooit duurzaam bestaan.
  2. heb je toestemming nodig van anderen voor de vorm waarin je je wilt uiten. Dat leidt tot continue afstemming en conversaties die bovendien je creatief proces verrijken

### De belangrijkste concepten
- De Drie Wetten van Waarneming geven weer hoe we werkelijkheid creëren en veranderen.
  1. Focus creëert realiteit – Waar je je energie en activiteit op richt, bepaalt de realiteit die je ervaart en uiteindelijk de materiële realiteit.
  2. Perspectief creëert focus – De manier waarop je kijkt, je mentale modellen en paradigma's, bepalen waar je aandacht naar uit gaat.
  3. Je zult én kunt van perspectief veranderen – Je zult want de wereld om je heen verandert. Je kunt want je kunt met nieuwe ideeën spelen, nieuwe ervaringen creëren, je blootstellen aan andere perspectieven. Daarmee zul je je focus, en dus je realiteit transformeren.1. Focus creëert realiteit, 2. Perspectief creëert focus, 3. Je zult én je kunt van perspectief veranderen.
- Focus is het brandpunt van activiteit en energie. Er zijn vijf vormen van activiteit en energie die deel uitmaken van het creatief proces: spirituele, mentale, emotionele, fysieke/fysiologische en materiële energie en activiteit.
- Deze niveaus zijn een levend systeem. Een systeem is een geheel dat meer is dan de som der delen. De eenheid van sturing is de feedbacklus: uitwisseling van informatie. Mechanische systemen kennen onderdelen die vooral op een hiërarchische en lineaire manier zijn verbonden. De informatie vormen zijn beperkt. In levende systemen zijn de onderdelen als een complex netwerk met elkaar verbonden en zijn er talloze informatievormen zoals bijvoorbeeld verbale informatie, zintuigelijke informatie, biologische informatie, energie. Die beïnvloeden en veranderen elkaar in real time. Daarom zijn er geen formules en strikt voorspelbare uitkomsten. Het maakt daarom niet uit waar je begint met het transformeren van je werkelijkheid. Het een zal het ander beïnvloeden en deel uit gaan maken van je nieuwe realiteit.
- Het Principe van de Mentale Zwaartekracht geeft de sleutel om focus en perspectief te sturen: Je perspectief (en dus je focus en daarmee je realiteit) wordt bepaald door de informatie die het zwaarste weegt in je hoofd. Dit zijn op veel literatuur en experimenten gebaseerde aanwijzingen over hoe je het gewicht van informatie kunt verzwaren en daarmee je perspectief en focus kunt veranderen en dus je realiteit kunt ombuigen: 
  1. Door de vorm van informatie te veranderen: emotionele ervaringen zijn het zwaarst, gewone ervaringen volgen, dan beelden en abstracte woorden zijn het lichtst.
  2. Herhaling verzwaart informatie.
  3. En suggestie. Je vult weinig informatie (de suggesties) aan met eigen aannames en denkbeelden. Die zelfgemaakte aannames en denkbeelden geloof je meer dan externe informatie.
- Het Principe van de Mentale Zwaartekracht (zie hierboven) verklaart waarom we gewoontes creëren en vaak in tunnelvisies terecht komen. Dat is niet erg tot het niet meer werkt en je anderen schaadt. Dan is het een instrument om je perspectief en focus te veranderen.
- Met de IDEAL Cyclus© pas je bovenstaande kerngedachten in de praktijk toe. Het is een schaalbaar en universeel model dat de vijf kern elementen van elk creatief proces bevat: van automatische en onbewuste creatieve proces tot bewuste. Van het maken van een ontbijt, tot het bouwen van een vliegtuig. Van het creëren van nieuwe kennis en vaardigheden tot het produceren van gebeurtenissen. 
  - Intentie: de urgentie, de bedoeling, het waarom, je diepste motivatie Vertaal intenties praktisch naar Effect door de vraag te beantwoorden: ‘hoe meten (kwantitatief) en merken (kwalitatief) we dat onze intenties gerealiseerd in de praktijk? Dat dwingt je om expliciet te worden in eindige termen over je uiteindelijke doel. Het installeert meetinstrumenten die je tijdens het hele proces gebruikt als basis voor ideeën, keuzes, acties en reflectie/leren.
  - Design: ideeën over het wie, wat, hoe, waar en wanneer om effecten te realiseren. Denk groots en zonder grenzen.
  - Essentie: prioriteer en benoem de must-haves die essentieel zijn voor realisatie van effecten.
  - Actie: voer een mini-versie uit van je ideeën zonder (veel) hulpmiddelen (SurvivalVersie). Doe alsof, experimenteer.
  - Leren: Reflecteer, analyseer en stel bij. Wat droeg bij aan de realisatie van effecten en wat niet? Denk over nieuwe ideeën, prioriteiten en voer nieuwe acties uit.

De IDEAL Cyclus© werd door de Quinn Association gekoppeld aan het Quinn model (het concurrerende waardenmodel om culturen te typeren).